# Allium borszczowii
Allium borszczowii är en amaryllisväxtart som beskrevs av Eduard August von Regel. Allium borszczowii ingår i släktet lökar, och familjen amaryllisväxter. Inga underarter finns listade i Catalogue of Life.